# 미나토초역
미나토초역(일본어: 港町駅)은 일본 가나가와현 가와사키시 가와사키구에 있는 게이힌 급행 전철의 역이다. 역 번호는 KK21이다.

## 역사
게이힌 급행 전철 다이시 선 연속 입체 교차 사업이 1993년에 도시 계획이 결정되면서 1994년에 사업이 승인되었고, 본 역을 포함한 구간은 지하화될 예정으로 사업을 해왔다. 그러나, 본 역을 포함한 2기 구간에 대해서는 당장 사업화할 상황이 없다며 사업 기간 연장 신청을 포기하고 2016년 3월 29일 사업은 중단되었다. 그 후, 2017년 10월 27일 열린 헤이세이 29년도 제1회 가와사키 시 공공 사업 평가 심사 위원회에서 심의한 결과, 중지되었다.

### 연표
- 1929년 ~ 1931년: 현재 위치에서 가와사키다이시 방향으로 300m위치에 임시 정류장인 고가와 사무실 앞 정류장을 2년간 한정으로 개설.
- 1932년 3월 21일: 콜롬비아마에역으로 영업 개시.
- 1943년 6월 30일: 정지.
- 1944년 2월 1일: 미나토초역으로 변경하고 영업 재개.
- 1956년 10월 18일: 현재 위치로 이전.
- 1977년 4월: 구내 건널목 폐지.
- 2013년 3월 1일: 북쪽 출입구 개찰 본 설계 및 역 멜로디 도입.
- 2014년
  - 1월: 역 개수 공사 종료.
  - 3월 19일: 제20회 가와사키 시 도시 경관 형성 협력자 표창 수상.

## 역 구조
상대식 승강장 2면 2선의 지상역이다. 승강장 사이를 연결하는 과선교가 설치되어 있다. 예전에는 상행선 측(남쪽) 밖에 개찰구가 없었지만(하행선 측에 임시 개찰구 설치되었지만 평일 아침 등으로 사용되었다), 역 북쪽에 타워 아파트가 준공되면서 하행선 쪽에도 정식으로 개찰구(기타구치)가 설치되었다.
과거에는 이른 아침과 심야 시간대는 역무원의 배치였지만 현재는 종일 역원배치역이다.

### 승강장
| 번호 | 노선      | 방향 | 행선                                             |
| ---- | --------- | ---- | ------------------------------------------------ |
| 1    | 다이시 선 | 하행 | 가와사키다이시・고지마신덴 방면                  |
| 2    | 다이시 선 | 상행 | 게이큐 가와사키・요코하마・시나가와・신바시 방면 |

## 역 주변
역 동부에는 중소 기업의 공장이 많이 존재하였으며 역 북부는 일대에 대규모 타워 아파트가 복수동으로 건설될 계획이 있다.
- 국도 409호선
- 가와사키 경마장
- 가와사키 시 아사히마치 초등학교
- 슈퍼 오토 백스 가와사키점
- 가와사키 시 미나토초 공원
- 토키코 테크노 카와사키 공장
- NEC 빌딩
- 후지미 공원

## 사진

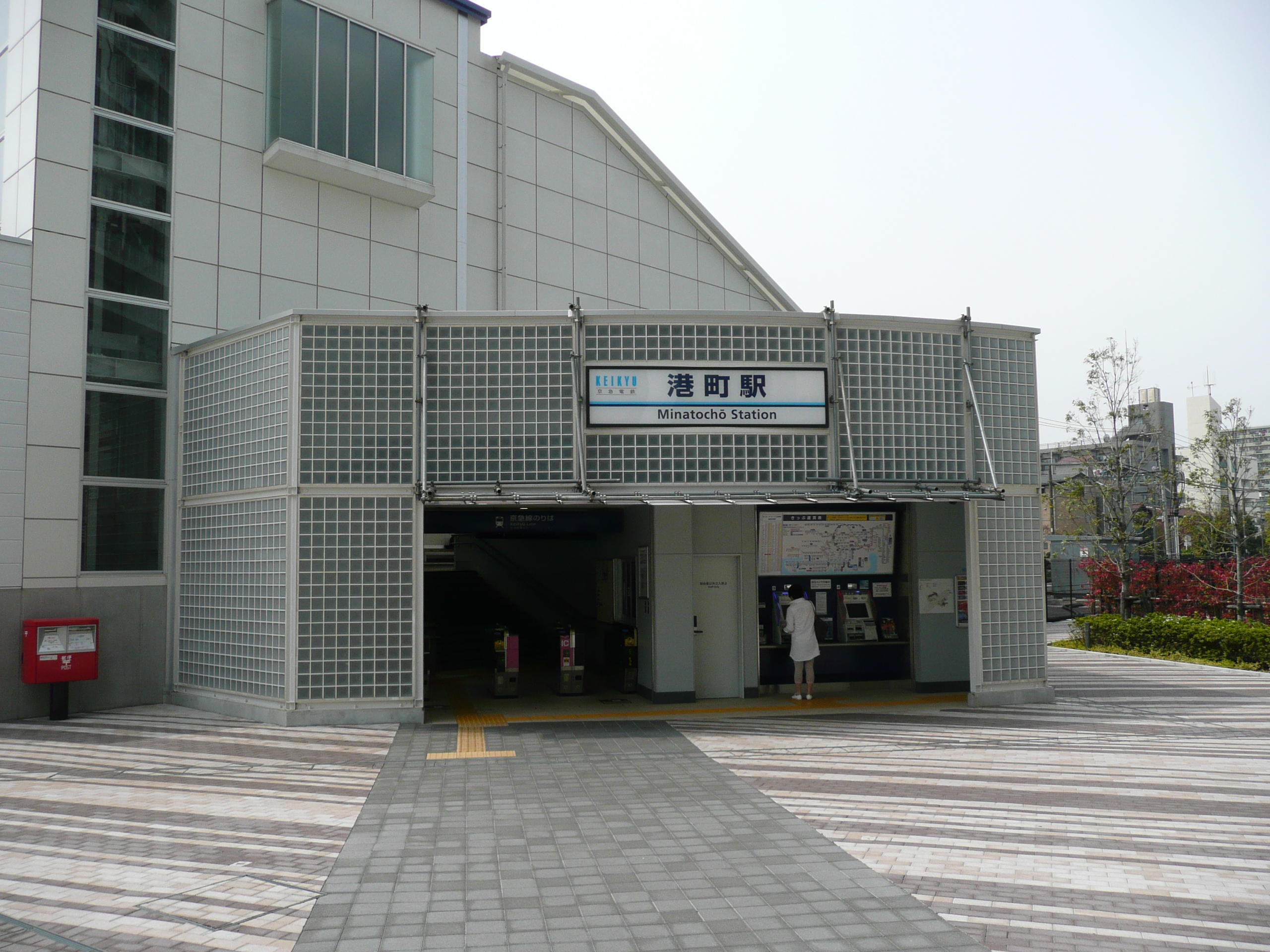
북쪽 역사
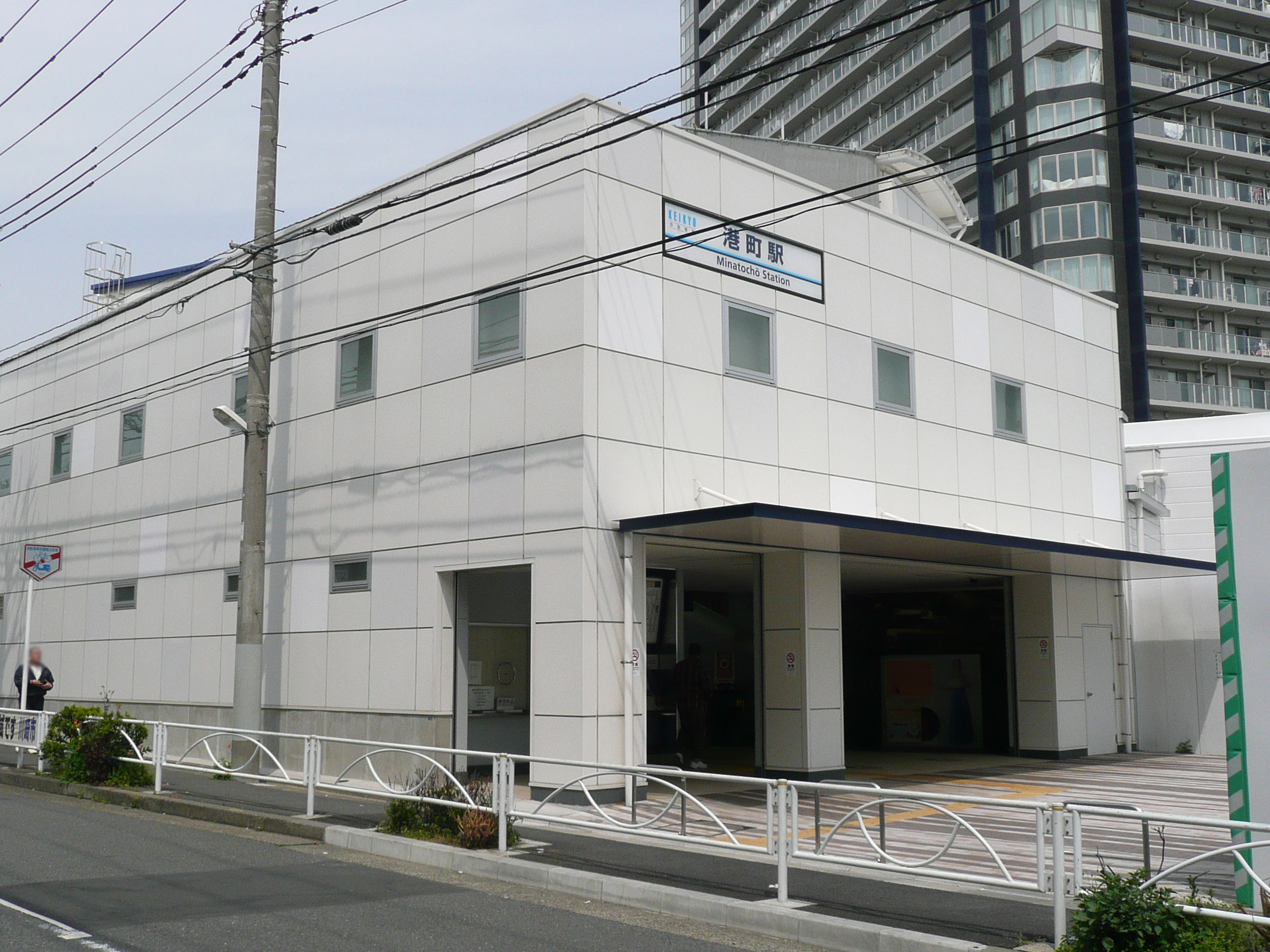
남쪽 역사

## 인접역
| 게이힌 급행 전철 다이시 선                | 게이힌 급행 전철 다이시 선 | 게이힌 급행 전철 다이시 선    |
| ----------------------------------------- | -------------------------- | ----------------------------- |
| KK20 게이큐 가와사키 게이큐 가와사키 방면 |                            | 스즈키초 KK22 고지마신덴 방면 |